# Gustave Van der Smissen
Gustave François Marie Joseph Van der Smissen (Aalst, 14 december 1854 – Leffrinkhoeke, 16 juli 1925) was een Belgisch volksvertegenwoordiger.

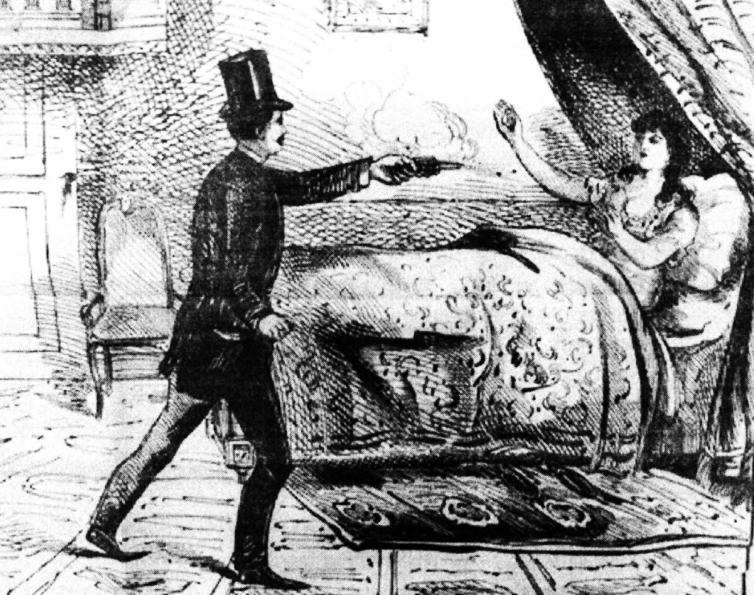
Vandersmissen schiet zijn vrouw Alice Renaud neer

## Levensloop
Hij was een zoon van de fabrikant Edouard Van der Smissen en van Josèphe De Schrijver. Van der Smissen trouwde achtereenvolgens met Alice Renaud (1855-1886), Marie-Jeanne Prié (overleden in 1919), en Marie-Emma Gounand.
Na studies aan het Sint-Jozefscollege te Aalst promoveerde hij tot doctor in de rechten (1876) aan de Katholieke Universiteit Leuven en van 1876 tot 1879 was hij ingeschreven aan de balie van Gent.
Zijn huwelijk met de tweederangs operazangeres Renaud bracht mee dat hij Gent verliet en in het Brusselse ging wonen. Van der Smissen werd er advocaat aan de balie en verwierf een vleiende reputatie als pleiter. Hij stichtte ook een krantje, Le Réveil, waarmee hij tegen het zittende bestuur ten strijde trok in Sint-Joost-ten-Node. Hij werd in die gemeente gemeenteraadslid van 1881 tot 1886 en van 1882 tot 1884 was hij ook provincieraadslid.
Hij stond mee aan de wieg (werd zelfs als de voornaamste stichter beschouwd) van de partij van onafhankelijken, die in werkelijkheid een 'mantelorganisatie' was van de katholieke partij en er dan ook na korte tijd in opging. In juni 1884 werd Van der Smissen verkozen tot onafhankelijk volksvertegenwoordiger voor het arrondissement Brussel. Hij vervulde dit mandaat tot in 1886, toen zijn politieke en professionele carrière een abrupt einde kreeg.

## Moord
Hij was getrouwd met Alice Renaud of Renaux, een chanteuse van de Muntschouwburg. Het was bekend dat ze voordien naakt had geposeerd voor Félicien Rops, met wie ze een verhouding had. Van der Smissen werd op haar verliefd en ondanks hevig verzet van zijn familie trouwde hij met haar, op 18 augustus 1879 voor de kerk in Nederland en een jaar later voor de wet in Brussel. Het jaar daarop werd hun dochter Madeleine geboren.
In 1882 verdedigde Van der Smissen een oplichter van goeden huize, de Franse burggraaf Edgard Dupleix de Cadignan. Hij slaagde erin deze vrij te spreken. Cardignan moest vervolgens nog in Frankrijk een straftijd gaan uitzitten en toen hij in 1883 in Brussel terugkwam, werd hij vriend aan huis bij de Van der Smissens. Weldra was hij de minnaar van de echtgenote. Wat later ontstond ruzie tussen hem en Van der Smissen, aan wie hij toen de ontrouw van diens echtgenote openbaarde. Nog meer: hij dreigde ermee een publiek boekje hierover open te doen. Van der Smissen gaf niet toe aan de chantage en een pamfletje met compromitterende brieven zag dan ook het licht. Cardignan betichtte Van der Smissen er ook van dat deze de vertrouwelijkheid van de relatie advocaat-cliënt had geschonden. De balie trok unaniem partij voor Van der Smissen, op voorwaarde dat hij beloofde aan de ontrouwe echtgenote de bons te geven. Hij zette inderdaad een echtscheidingsprocedure in gang, maar bleef in het geheim zijn vrouw ontmoeten. Toen ze ook de weg van de chantage opging en dreigde de bewijzen van deze ontmoetingen publiek te maken, zodanig dat de reputatie van haar ex-man bij de balie zou besmeurd worden, sloegen bij Van der Smissen de stoppen door en loste hij vijf schoten op haar. Ze stierf dertien dagen later aan haar verwondingen.
Van der Smissen werd verdedigd door meester Jules Lejeune en veroordeeld tot 15 jaar hechtenis voor het assisenhof van Brussel. Wegens vormfouten werd het proces verbroken door het Hof van Cassatie en overgedaan voor het assisenhof van Bergen. In het tweede proces maakte zijn advocaat gebruik van de briefwisseling van Alice Renaud met haar minnaar Félicien Rops, en hiermee werd haar figuur van slachtoffer nogal aangetast. Dit had invloed op de straf, die herleid werd tot tien jaar, en twee jaar later kwam hij vrij. Ondertussen was Lejeune minister van Justitie geworden en had op 31 mei 1888 een wet doen stemmen (later bekend als de Wet-Lejeune) op de voorlopige invrijheidstelling, na uitvoering van een derde van de straf. Van der Smissen was een van de eersten om ervan te genieten.
Nadien liet Van der Smissen zich vergeten door in Frankrijk te gaan wonen. Hij werd er opnieuw advocaat en pleitte discrete zaken. Hij trouwde nog tweemaal: met Jeanne Prié (overleden in 1919) en in 1922 met Marie-Emma Joséphine Gounand.